# Paul Halter
Paul baron Halter (Genève, 10 oktober 1920 – Sint-Jans-Molenbeek, 30 maart 2013) was een Belgisch edelman en voorzitter van de Stichting Auschwitz.

## Biografie
Tijdens de uitbraak van de Tweede Wereldoorlog studeerde Halter Filosofie en Letteren aan de Université libre de Bruxelles. Halter was een van de weinige Belgen die het concentratiekamp Auschwitz overleefde, hij was daar als politiek gedeporteerde. In 1980 was hij medestichter van de Auschwitzstichting, hij bleef voorzitter van deze stichting tot aan zijn dood. In 1996 werd hij verheven tot de adellijke stand.
- Bibliothèque nationale de France: cb16775541t (data)
- Gemeinsame Normdatei: 1098346424
- International Standard Name Identifier: 0000 0000 7911 027X
- Library of Congress Control Number: no2005059156
- Nationale Bibliotheek van Israël: 987007262228505171
- Système universitaire de documentation: 106998676
- Virtual International Authority File: 97882836
- WorldCat: E39PBJjhwyt9kxQfHBCCWHqRKd